# マツダ・CX-30
CX-30（シーエックス・サーティー）は、マツダが製造・販売するクロスオーバーSUVである。

## 概要
MAZDA3に次ぐマツダの新世代商品群の第2弾として位置づけられているSUVで、2019年（平成31年）3月5日に世界初公開され、同年3月7日から開催されたジュネーブモーターショーにて一般公開された。2019年10月24日に日本国内で販売が開始された。日本市場とヨーロッパ市場を中心にグローバルに展開されている。
マツダの日本市場向けSUVラインナップには大きいモデルからCX-8・CX-5・CX-3の3種があるが、CX-3はコンパクトカーのMAZDA2（旧・デミオ）と構造材を共有しており、荷室や後席が狭いという声があった。逆にCX-5だと大きすぎて運転が不安という、特に女性ドライバーや初心者からの声があったため、両者の中間として開発された。なお、CX-3とCX-5の中間的位置づけのモデルとして、すでに中国市場向けのCX-4が存在するが、CX-4はCX-5のプラットフォームを用いており、さらにリヤオーバーハングを大きくしているため、サイズ的にはCX-5より大きくなることから、日本市場での需要は大きくはないと判断され、別モデルの開発となった。
MAZDA3と同じプラットフォームを用いつつも、ドライバーズカーとしてのデザインを意識してファストバックとしたMAZDA3に対し、前後席の乗員の頭上スペースに余裕を持たせるためにルーフの高さを前後で揃え、その上で日本の機械式立体駐車場（タワーパーキング）に収めることのできる全高1,540 mmとして、使い勝手を向上させた。また、日本向けのMAZDA 3に装備されていない後席エアコンダクトを装備している。
パワートレーンも基本的にMAZDA3と共通で、2.0 L直列4気筒直噴ガソリンエンジン「SKYACTIV-G」と、直列4気筒直噴ディーゼルエンジン「1.8 LSKYACTIV-D」に加え、新開発の2.0 L直列4気筒直噴ガソリンエンジン「SKYACTIV-X」を搭載する。
ターンランプは前後共に調光式のLEDを制御したもので、LEDらしくパッと点き、消えるときは白熱電球よりもじんわりと暗くなる、ディミングターンシグナルと呼ばれるものを国産車として初めて採用しているが、開発担当者曰く、0.001秒までタイミングに拘りを持って製作されたという。

## 年表
2019年（平成31年）2月5日
新世代商品第二弾となる新型SUVをジュネーブモータショーにて世界初公開することを発表。
2019年3月5日
CX-30を世界初公開。
2019年9月20日
日本での予約受注を開始。
2019年（令和元年）10月24日
日本での販売を開始。
2019年12月19日
ポリメタルグレーメタリック(ext)/ネイビーブルー/グレージュ(int)の組み合わせがオートカラーアウォード2019でグランプリを受賞したことを発表（MAZDA3も同時に受賞）。マツダ車での同賞受賞は2016年（平成28年）のロードスターRF以来3年ぶりとなった。
2020年（令和2年）1月10日
純正アクセサリーパッケージ「MAZDA CX-30 SIGNATURE STYLE」の予約受付を開始し、同年2月3日に発売することを発表。
2020年1月16日
「SKYACTIV-X」搭載車を追加発売。
「SKYACTIV-X」搭載車のグレード体系は「X PROACTIVE」・「X PROACTIVE Touring Selection」・「X L Package」の3種類が設定される。
2020年4月3日
マツダの創立100周年を記念した「100周年特別記念車」が発表され、予約受注が開始された（7月以降発売、2021年3月31日までの期間限定受注）。
「20S L Package」、「XD L Package」、「X L Package」をベースに、バーガンディのフロアカーペットを装備し、ボディカラーは「スノーフレイクホワイトパールマイカ」を採用。また、フロアマットやフロントフェンダー部に創立100周年記念バッジが装着され、マツダの前身となる東洋工業が創業された際に制定されていた「丸工マーク」と現在のマツダのブランドシンボルマークを重ね合わせた創立100周年スペシャルロゴをヘッドレストやキーフォブ（キーフォブは100周年専用化粧箱入り）の刻印、センターホイールキャップのロゴに採用した。
さらに、CD/DVDプレーヤー、地上デジタルTVチューナー（フルセグ）、スーパーUVカットガラス（フロントドア）+IRカットガラス（フロントガラス/フロントドア）、360°セーフティパッケージ、ボーズサウンドシステム+12スピーカーも併せて装備された。
2020年11月6日
「2020～2021日本自動車殿堂カーデザインオブザイヤー」に選定されたことを発表。マツダ車での選定は2007～2008の3代目デミオ（現MAZDA2）以来、2回目となった。
2020年12月17日
商品改良（「SKYACTIV-G 2.0」搭載車は発表当日、「SKYACTIV-X」・「SKYACTIV-D 1.8」搭載車は2021年1月に順次発売）。
「SKYACTIV-X」搭載車は「SPCCI（火花点火制御圧着着火）」の燃焼制御最適化によりほぼ全ての出力・トルクが向上され、最高出力を8 kW（10 PS）、最大トルクを16 N・mそれぞれ向上。併せて、高応答エアサプライの過給制御を緻密化することで、素早いアクセルペダル操作に対して速やかに過給を行い、応答性を向上。また、同年11月に商品改良されたMAZDA 3同様、フロントフェンダーに「SKYACTIV-X」バッジが新たに装着され、リア右下に装着されているパワートレイン名バッジには、マツダの電動化技術の総称である「e-SKYACTIV」を冠した「e-SKYACTIV X」に変更された。なお、「X 100周年特別記念車」は、フロントフェンダー部の「SKYACTIV-X」バッジが黒文字の「SKYACTIV」から赤文字の「100YEARS」に変更した創立100周年スペシャルロゴオーナメントが装着される。
「SKYACTIV-D 1.8」搭載車は最高出力を10 kW（14 PS）向上するとともに、より広いエンジン回転域で力強いトルクを発揮する制御に変更され、アクセル操作に対して遅れなくトルクを発揮し、ドライバーが意図したとおりの応答が可能なように燃焼制御も見直された。
全機種共通で、追従走行機能とステアリングアシスト機能で構成されたCTSの作動上限車速を約55 km/hから高速域に引き上げられ、マツダ・レーダー・クルーズ・コントロール（MRCC）は加減速制御をより人間特性に合わせて滑らかに変更された。
「100周年特別記念車」には、「2020ワールド・カー・オブ・ザ・イヤー」のTOP3選出を記念し、ボディカラーを「ソウルレッドクリスタルメタリック」に変更した「2020ワールド・カー・オブ・ザ・イヤーTOP3選出記念モデル」を追加設定。本モデルでは、納車時に専用オーナメントが進呈される。
2021年（令和3年）4月26日
一部商品改良。
「e-SKYACTIV X」搭載車において、排出ガス性能と燃費が改善されたことで、新たに「平成30年排出ガス基準50%低減レベル（☆☆☆☆）」認定を取得するとともに、2WD・MT車は「2030年度燃費基準75%達成」、2WD・AT車と4WD車（MT・AT共）は「同70%達成」となった。
併せて、全機種において、荒れた路面でのサスペンションの動きを滑らかにするため、フロント・リアのダンパー特性が見直された。
2021年10月28日
一部商品改良（同日より予約受注を開始、同年11月下旬発売）。
「e-SKYACTIV X」搭載車において、加速時のエンジンサウンドを強調させるため、吸気口やサイレンサーの部品が変更され、シフトアップ毎の変速タイミングとサウンドの変化がシンクロするように変更した。さらに、AT車はアクセルペダルを操作している感覚が明瞭に感じられるようにペダルの反力を上げた。また、燃費性能の改善を行ったことで、4WD・MT車は「2030年度燃費基準75%達成」となった。グレード体系も一部変更となり、従来の「X PROACTIVE」と「X PROACTIVE Touring Selection」に替わり、アクティブ・ドライビング・ディスプレイ、スマート・ブレーキ・サポート（SBS）、ハイ・ビーム・コントロールシステム（HBC）、レーンキープ・アシスト・システム（LAS）、ブラインド・スポット・モニタリング（BSM）などを装備し、パワーリフトゲートをメーカーオプションに設定した2WD・AT専用グレード「X Smart Edition」が追加された。
ボディカラーは「チタニウムフラッシュマイカ」と入れ替えで「プラチナクォーツメタリック」が設定された。
併せて、特別仕様車「Black Tone Edition」も設定された。「20S PROACTIVE」・「XD PROACTIVE」をベースに、電動格納リモコン式カラードドアミラー（オート格納/ヒーテッド機能）をグロスブラックに、18インチアルミホイールをブラックメタリック塗装にそれぞれ変え、シートにレッドステッチの加飾が施され、クルージング&トラフィックサポート（CTS）が特別装備された。なお、「20S PROACTIVE」をベースにした「e-SKYACTIV X」搭載車の「X Black Tone Edition」も設定される。
2022年（令和4年）8月4日
一部商品改良（同日より予約受付を開始、同年8月下旬以降発売）。
ガソリン2.0 L車が既存の「SKYACTIV-G 2.0」にマイルドハイブリッドシステム「Mハイブリッド」を搭載した「e-SKYACTIV G 2.0」となり、始動や発進時にモーターがアシストを行うことで音や振動を低減させ、燃料消費率を改善。マイルドハイブリッド化に伴い、車両型式がDMEJ3P型に変更された。
また、機種（グレード）体系が見直され、「20S」と「XD」の上位仕様を「Proactive Touring Selection」に集約。インテリアに上級内装加飾（ホーンパッドリング、エンジンスタートスイッチリング、グローブボックスノブ）が施され、ルームミラーはフレームレスの自動防眩を採用。また、スムーズレザーのシート表皮と合成皮革ドアトリムで構成されたメーカーセットオプションが新たに設定され、ブラック/チャコール仕様の「ブラックレザーパッケージ」と、ホワイト仕様の「ホワイトレザーパッケージ」が設定された。
2022年10月18日
北米で2023年モデルを発表。北米限定の自然吸気2.5 L直4ガソリンSKYACTIV-G 2.5の最大出力を191 hpへ、5 hp強化の他、気筒休止技術の改良により、EPAの推定燃費を、約12.3 km/lに向上させた。
2023年（令和5年）9月4日
一部商品改良（同日より予約受付を開始、同年10月下旬発売）。
AT誤発進抑制制御（前進時/後退時）が従来の車や壁などの障害物に加えて歩行者（前方）も検知対象となり、機種別設定（標準装備またはメーカーオプション設定、「20S」は除く）のドライバー・モニタリングは運転者のわき見を検知すると画面表示と警告音を用いて運転者に注意を促す「わき見警報機能」が追加された。
上位グレードにおいて、センターディスプレイが8.8インチから10.25インチに大型化、Apple CarPlayのワイヤレス接続機能を追加、ワイヤレス給電（Qi）やUSB-Type C端子（照明付）を追加した。
コネクティッドサービスの提供機能が拡充され、CX-60やMAZDA3で提供されていた「見守りプラン」と「リモートエンジンスタート」が利用可能となった。
ボディカラーはソニックシルバーメタリックを廃止する替わりに、セラミックメタリックとジルコンサンドメタリックを追加して9色に拡充された。
併せて、特別仕様車「Retro Sports Edition（レトロスポーツエディション）」が設定された。「Black Tone Edition」をベースに、シグネチャーウィングをブラッククロームに変更され、シートは背もたれ前面と座面中央にセーレンが開発したスエード調生地の「レガーヌ」を、サイドサポート部に合成皮革を使用したコンビ仕様に変更された。装備面も強化され、自動防眩ルームミラー（フレームレス）、LEDマッドランプ、ベース機種ではメーカーオプション設定となる「ドライビング・ポジション・サポート・パッケージ」とボーズサウンドシステム（AUDIOPILOT2+Centerpoint2）+12スピーカーが特別装備される。
機種体系も一部変更され、「e-SKYACTIV X」搭載車の「X Smart Edition」と「X L Package」を廃止。「20S Proactive」と「XD Proactive」は4WD仕様が廃止され、2WD専用機種となった。また、全てのグレードからMTの設定が廃止された。
2024年（令和6年）7月18日
商品改良。
特別仕様車「Retro Sports Edition」以外の機種体系をベースグレードの「S Package」と上級グレードの「Touring」の2つのみとなり、それぞれに「20S」と「XD」を設定して全6種類となった。また、「S Package」にはホイールとドアミラーカバーを黒色に変更した「ブラックアピアランスパッケージ」が設定された。
コネクティッドサービスの提供機能が拡充され、Amazon Alexaに対応し、「マツダオンラインナビ」が採用された（「マツダオンラインナビ」の利用には、ショップオプションの専用SDカードが必要）。また、後席の乗員取り残しや、荷物の置忘れ防止のためドライバーに注意喚起する「リアシートアラート」が採用された。
2024年11月29日
CX-5、MAZDA3、MAZDA2と共に新機種の追加を発表（12月25日発売）。
「S Package」に設定されていた「ブラックアピアランスパッケージ」が「Black Selection」として単独機種化。また、「S Package」は「XD」のみの設定に集約するとともに、「20S」には運転席&助手席シートヒーター、運転席10Wayパワーシート&ドライビングポジションメモリー機能などを装備した「i Selection」が追加された。